# Farnhamville
Farnhamville é uma cidade localizada no estado americano de Iowa, no Condado de Calhoun e Condado de Webster.

## Demografia
Segundo o censo americano de 2000, a sua população era de 430 habitantes.
Em 2006, foi estimada uma população de 381, um decréscimo de 49 (-11.4%).

## Geografia
De acordo com o United States Census Bureau tem uma área de
1,7 km², dos quais 1,7 km² cobertos por terra e 0,0 km² cobertos por água. Farnhamville localiza-se a aproximadamente 348 m acima do nível do mar.

## Localidades na vizinhança
O diagrama seguinte representa as localidades num raio de 16 km ao redor de Farnhamville.